# 里尔—拜雪铁路
里尔－拜雪铁路是法国北部的一条铁路，起点为里尔附近的菲沃街区，终点为拜雪站，与比利时铁路网连接，全长14.6公里。该铁路于1865年全线建成通车，在法国铁路系统中的编号为269000。

## 历史
里尔－拜雪铁路修建计划于1862年被提出，最初由法国北部铁路公司负责修建，于1865年全线建成通车。1938年起成为法国国营铁路公司的一部分。

## 路线
里尔－拜雪铁路由里尔佛兰德站向东南引出，与巴黎－里尔铁路共线至菲沃站（编组站）然后向东支出，一路向东到达拜雪，与比利时铁路网连接。

## 车站列表
| 里尔－拜雪铁路车站列表      |        | |                               |                       |
| 车站                        | 公里数 | 交汇路线 | 本线停靠车种                  | 可换乘交通            |
| Lille-Flandres 里尔佛兰德站 | 0      | 295000 里尔－莱丰蒂内特铁路（加来方向）↘ 278000 里尔－穆斯克龙铁路（穆斯克龙方向）↘ 联络线，连接北部高速铁路的巴黎方向↘                   | TGV Ouigo TER Hauts-de-France | 北部省城际客运 iLeVIA |
| Five 菲沃站                 | 1.826  | 289000 里尔－阿布维尔铁路（贝蒂讷/阿布维尔方向）↙ 267000 里尔－伊尔松铁路（瓦朗谢讷/伊尔松方向）↙ 272000 巴黎－里尔铁路（巴黎/杜埃方向）↙ | 编组站                        |                       |
| Lezennes 勒泽讷站           | 2.932  | | TER Hauts-de-France           | iLeVIA                |
| Hellemmes 埃莱姆站          | 4.096  | | TER Hauts-de-France           | iLeVIA                |
| Pont-de-Bois 蓬迪布瓦站     | 4.999  | | TER Hauts-de-France           | iLeVIA                |
| Annappes 阿纳普站           | 6.300  | | TER Hauts-de-France           | 北部省城际客运 iLeVIA |
| Ascq 阿斯克站               | 7.258  | | TER Hauts-de-France           | 北部省城际客运 iLeVIA |
| Baisieux 拜雪站             | 12.559 | 293000 瓦夫兰－阿芒蒂耶尔铁路（阿芒蒂耶尔方向）↖                                                                                          | TER Hauts-de-France           | 北部省城际客运 iLeVIA |
|                             | 14.619 | （ 法國/ 比利时边境）比利时94号铁路↓ |                               |                       |